# Coordinador de intimidad
Un coordinador o coordinadora de intimidad, a veces llamado director o directora de intimidad, es un trabajo en el que una persona se encarga de asegurar el bienestar y comodidad de los actores que participan en escenas de sexo u otras escenas íntimas en producciones de teatro, cine y televisión. Los coordinadores de intimidad trabajan con directores y coreógrafos para planear las escenas íntimas con los actores y otros miembros del equipo.

## Función
De acuerdo con Intimacy Directors International, una organización sin fines de lucro fundada en 2016 por Alicia Rodis, Tonia Sina y Siobhan Richardson, un coordinador de intimidad debe garantizar que: 
- todo el personal y los actores sean conscientes del contexto de la intimidad como parte de la historia,
- la comunicación sobre la intimidad se realice entre los participantes y haya vías disponibles para denunciar acoso,
- los actores consientan continuamente en todas las escenas de intimidad,
- todas las escenas de intimidad se realicen siguiendo una coreografía previamente acordada, y
- anima a los actores a marcar el final de cada escena íntima con un momento para señalar el regreso a la interacción de la vida real.

## Historia
La demanda por el puesto creció en la industria del entretenimiento estadounidense después del escándalo de Weinstein de 2017. El movimiento Me Too resaltó la naturaleza, con frecuencia rutinaria, del acoso sexual y la mala conducta en la industria. Actrices como Emily Meade, quien participó en la serie estadounidense The Deuce, comenzaron a exigir respaldos profesionales para su bienestar en el set, señalando que, dada la estructura de poder en una producción, los actores, en especial los jóvenes e inexpertos, podrían sentirse incapaces de expresarse si los directores, miembros del personal u otros actores desestimaran su consentimiento o acuerdos previos sobre las escenas íntimas. En 2017, la agencia de talentos londinense Carey Dodd Associates lideró una campaña a favor de un estándar de la industria en el manejo de escenas de intimidad utilizando pautas desarrolladas por Ita O'Brien.
En octubre de 2018, la cadena de televisión HBO adoptó la política de utilizar coordinadores de intimidad para todas sus series y películas con escenas íntimas. En enero de 2019, Netflix estrenó la serie Sex Education, su primera producción en la que trabajó O'Brien.